# هوراشيو جي. ونايت
هوراشيو جي. ونايت (بالإنجليزية: Horatio G. Knight)‏ هو فاعل خير وسياسي أمريكي، ولد في 8 يناير 1806 في الولايات المتحدة، وتوفي في 17 أكتوبر 1895. حزبياً، نشط في الحزب الجمهوري. وقد انتخب عضو مجلس نواب ماساتشوستس وانتخب نائب حاكم ماساتشوستس ‏ (1875 – 1879).